# Trubjatchinskogo
Trubjatchinskogo är en kulle i Antarktis. Den ligger i Östantarktis. Australien gör anspråk på området. Toppen på Trubjatchinskogo är 1 338 meter över havet.
Terrängen runt Trubjatchinskogo är lite kuperad. Trakten är obefolkad. Det finns inga samhällen i närheten.